# Epidemia cholery w Zimbabwe (2008–2009)
Epidemia cholery w Zimbabwe (2008–2009) – epidemia cholery, która rozprzestrzeniła się na terenie Zimbabwe w sierpniu 2008 roku. Do 10 grudnia epidemia objęła ponad 15 500 mieszkańców tego kraju, a także zaczęła się rozprzestrzeniać na sąsiadujące z Zimbabwe kraje: Botswana, Mozambik, Zambia oraz Południowa Afryka. Rząd w Harare ogłosił stan zagrożenia narodowego i poprosił o międzynarodową pomoc. Mimo to 11 grudnia 2008 prezydent Robert Mugabe stwierdził, iż w jego kraju choroba ta nie występuje.

## Przyczyny
Główną przyczyną występowania cholery i jej rozprzestrzeniania się jest brak czystej wody do picia w rejonach miejskich. Brak odpowiedniego systemu kanalizacyjnego oraz nieodpowiednie składowanie odpadów miejskich w rejonach ujęć wody może prowadzić do skażenia wody i spożycia jej przez mieszkańców.
Rząd Zimbabwe próbował ratować sytuację używając środków chemicznych, jednakże doprowadziło to do skażenia ujęć kanalizacyjnych w Harare oraz innych większych miastach kraju. Minister ds. Rozwoju oraz infrastruktury wodnej potwierdził 4 grudnia 2008 roku, że usuwanie skutków skażenia może potrwać nawet do 12 tygodni. W walce z epidemią nie pomaga także kryzys światowy, który dotknął Zimbabwe bardzo dotkliwie, a także biurokracja i korupcja w strukturach rządowych. Sytuacja ta utrzymuje się od upadku kolonializmu w Zimbabwe, powodując znaczący rozkład gospodarki, co w konsekwencji doprowadza do braków pieniędzy na radzenie sobie ze skutkami epidemii.
Fatalny stan służby zdrowia jest również istotnym czynnikiem wpływającym na brak efektów w walce z epidemią. Szpitale nie posiadają odpowiedniego wyposażenia oraz podstawowych lekarstw zapobiegających cholerze, takich jak szczepionki. Szukając redukcji kosztów rząd zamknął szkołę medyczną oraz znajdujący się obok niej szpital, czwarty co do wielkości w kraju. Fakt ten spowodował, że w szpitalach brakuje coraz więcej lekarzy oraz wykwalifikowanego personalu medycznego. Z powodu ogromnego poziomu inflacji, wynoszącego nawet 200 milionów procent, szpitale nie są w stanie zakupić lekarstw nawet za granicą ze względu na ogromne różnice w kursie walutowym. Ze względu na polityczne represję oraz pogarszającą się kondycję gospodarczą wielu lekarzy zdecydowało się na emigrację, co spowodowało radykalne obniżanie się jakości służby zdrowia.
Część chorych próbuje otrzymać pomoc medyczną w Botswanie, gdzie mają większe szanse na uzyskanie pomocy. Fakt ten niesie także ze sobą ryzyko masowego rozniesienia się epidemii na kraje ościenne.

## Konsekwencje
Dane międzynarodowe szacują liczbę zakażonych na 10 000-13 000 osób. W dziewięciu prowincjach kraju został ogłoszony stan epidemiologiczny. W wyniku epidemii zmarły już (według danych WHO) 1564 osoby choć dane lokalnego Ministerstwa Zdrowia mówią nawet o 3 000 zgonach. Jedyną pomoc jaką władze Harare obiecały ofiarą epidemii jest darmowy pochówek na koszt państwa. Według wielu organizacji humanitarnych w ciągu kolejnych dwóch miesięcy liczba zarażonych może wzrosnąć do 60 000 osób a śmiertelność wśród chorych ma wzrosnąć o kolejne 10%.
4 grudnia 2008 rząd Zimbabwe oficjalnie zaapelował do wspólnoty międzynarodowej o pomoc.
13 grudnia Zimbabwe oskarżyło o spowodowanie epidemii cholery Brytyjczyków.

## Reakcja międzynarodowa
W pomoc Zimbabwe zaangażowało się wiele krajów oraz organizacji, które potwierdziły następującą pomoc:
- Światowa Organizacja Zdrowia dostarczy dla Zimbabwe pomocy w zaopatrzeniu i medykamentach o łącznej wartości 340 000 dolarów[6].
- Międzynarodowy Ruch Czerwonego Krzyża i Czerwonego Półksiężyca dostarczy ponad 13 ton medykamentów dla szpitali i klinik.
- Wielka Brytania udzieli Zimbabwe pomocy wysokości 3 milionów funtów, a także 10 milionów funtów dla krajów ościennych.
- Australia udzieli Zimbabwe pomocy w wysokości 8 milionów dolarów na jedzenie oraz medykamenty.
- Komisja Europejska udzieli pomocy wysokości 9 milionów euro, które zostaną dostarczone organizacjom humanitarnych w Zimbabwe.
- Południowa Afryka zgodziła się dostarczyć pomocy żywnościowej dla Zimbabwe.
- Francja przekaże 200 000 euro dla Czerwonego Krzyża znajdujące się w Zimbabwe, a także dostarczy zapasy wody pitnej i żywności[7].
- Botswana zadeklarowała się dostarczyć ONZ w Zimbabwe 300 000 dolarów na pomoc Zimbabwe.
- Namibia dostarczy Zimbabwe medykamentów o łącznej wartości 165 000 dolarów.